# 조지 존스

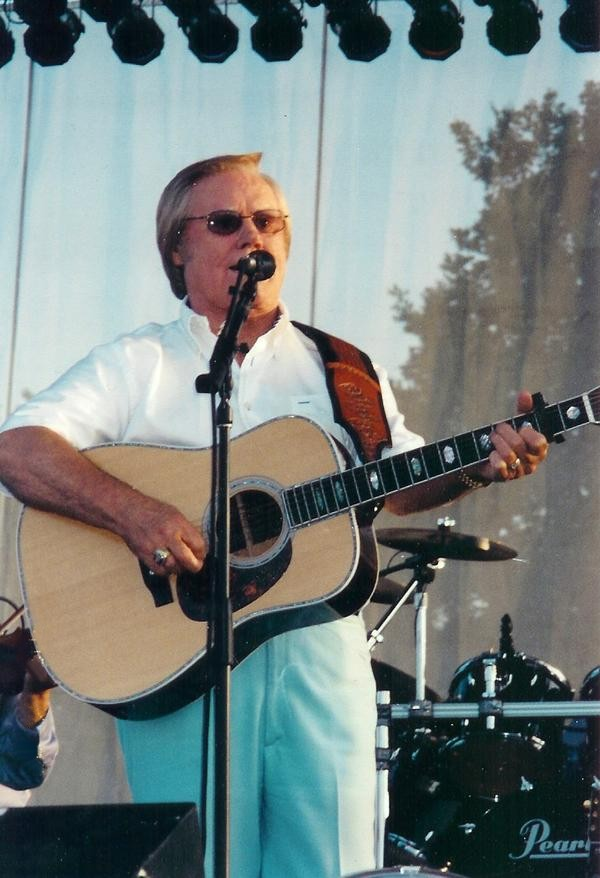
조지 존스 (2002년)

조지 글렌 존스(George Glenn Jones, 1931년 9월 12일 - 2013년 4월 26일)는 미국의 음악가·가수·작곡가이다.
〈He Stopped Loving Her Today〉 따위를 비롯하여 여러 히트곡을 통해 전세계적으로 이름을 날렸다. 독특한 음성과 프레이징으로도 유명했다. 말년에는 산사람 가운데 가장 위대한 컨트리 가수로 칭송되기까지 했다.
컨트리 음악학자 빌 멀론은 쓰되 "노래가 진행되는 2, 3분 동안, 존스는 자신을 그 가사에 너무나도 완벽히 녹여내며, 그 전달하는 바 감정에 청자는 그와 동조됨을 결코 억누르지 못한다." 하였다. 한편 웨일런 제닝스는 자신의 곡 〈It's Alright〉에서 이와 비슷한 의견을 보여준 바 있다.―"우리가 원껏 소리를 낼 수 있다면, 우리는 모두 조지 존스와 같은 소리를 낼 텐데."라고. 안면과 코의 생김새로 하여 "주머니쥐(The Possum)"라는 별명이 붙었다.
텍사스주 출신. 7살 때 컨트리를 처음 들었고 9살 때 기타를 받는다. 1950년 초취 도로시 본빌리언과 결혼, 1951년 이혼. 미국해병대에 입대하여 1953년 제대하였다. 1954년 셜리 앤 콜리와 재혼하였다. 1959년 J.P. 리처드슨 작사의 〈White Lightning〉을 녹음하여 가수로 데뷔하였다. 1968년 재취와 결국 이혼, 이듬해 같은 컨트리 가수인 태미 와이넷과 결혼한다. 알콜 중독으로 인한 건강악화로 여러 공연을 빼먹는 바람에 '무공연 존스(No Show Jones)'라는 악별명을 받기도 하였다. 1975년 와이넷과 이혼, 1983년 사취 낸시 세풀바도와 결혼한다. 1999년 술을 아주 끊는다. 2013년 향년 81세로 서거.

## 같이 보기
- 아카데미 오브 컨트리 뮤직
- 컨트리 음악 협회
- 가장 많은 음반을 판 음악가 목록